# King Power
King Power er Thailands førende butikskæde indenfor toldfri detailhandel. Virksomheden blev grundlagt i 1989 af Vichai Srivaddhanaprabha, og havde siden 2006 monopol på alt salg af taxfree produkter i Thailands tre største lufthavne.
Siden august 2010 har King Power været hovedsponsor for den engelske fodboldklub Leicester City, efter at Srivaddhanaprabha købte klubben samme år.

## Toldfrit monopol i Thailand
King Powers toldfri detailhandels monopol i Thailands tre førende internationale lufthavne, administreret af AoT (Airports of Thailand), medførte kritik fra konkurrenter, hvorfor det blev bestemt, at koncessionerne skulle i auktionsudbud med virkning fra 2020. I maj 2019 vandt King Power auktionen for Suvarnabhumi, Bangkoks største internationale lufthavn, foran bud fra koreanske Lotte og Empire Asia Group i samarbejde med schweiziske World Duty Free Group. Suvarnabhumi har årligt omkring 52 millioner passagerer og en toldfri omsætning på forventeligt 1,9 milliarder USD (omkring 12 milliarder DKK). Senere fulgte auktioner over de toldfri koncessioner i lufthavnene i Phuket, Chiang Mai og Hat Yai. Her vandt King Power den 10. juni tillige auktionen med 96 point, 10 point foran en rivaliserende gruppe under ledelse af Royal Orchid Hotel (Thailand) Plc, mens en alliance under ledelse af Bangkok Airways Plc opnåede 84 point. I Bangkoks anden internationale lufthavn, Don Mueang kommer det toldfri salg til nyt udbud i 2022.
Det privatejede King Power har tætte forbindelser med Thailands styre. Efter grundlæggeren, Vichai Srivaddhanaprabha omkom i 2018 ved et helikopterstyrt udenfor King Power Stadium i Storbritannien, blev hans begravelse delvis sponsoreret af det thailandske kongehus, og nationens politiske- og handelselite mødte op ved begravelsesceremonierne. På det tidspunkt opgjorde det amerikanske erhversmagasin Forbes, at King Power-imperiet var 5,2 millarder USD værd, svarende til omkring 33 milliarder kroner.